# Reserva Biológica do Córrego Grande
A Reserva Biológica do Córrego Grande está localizada no município de Conceição da Barra, estado de Espírito Santo na região sudeste do Brasil. O bioma predominante é o da Mata Atlântica.
A Reserva licaliza-se na extremidade norte do município de Conceição da Barra, limitando-se com os municípios de Mucuri (Bahia) e Pedro Canário.